# Lucia Quinciani
Lucia Quinciani (Verona, Itàlia, 1566 - 1611) fou una compositora italiana.

## Biografia
Va treballar a Verona i a Venècia, però amb prou feines se sap una mica més de la seva obra ni de la seva vida.
Només es coneix una de les seves composicions, que apareix en el llibre Affetti amorosi, de Marcantonio Negri, publicat a Venècia el 1611. Es tracta d'un llibre de monodies i duets que acaba amb una cantata sobre un text de G.B. Marino. La peça de Quinciani és l'escena "Udite lagrimosi spirti d'Averno, udite", basada en l'obra Il pastor fido (acte 3, escena VI), del dramaturg Giovanni Battista Guarini. En el seu llibre, Negri es refereix a Lucia Quinciani com a deixebla seva.
Fins on se sap, aquesta composició és la primera monodia publicada composta per una dona.